# Minotavros
Il A.O.T. Minotavros è una squadra di calcio a 5 greca che milita nel campionato greco di calcio a 5, fondata nel 1998 ha sede a Tavros.

## Rosa 2008-2009
| N. |                   | Ruolo | Calciatore             |
| -- | ----------------- | ----- | ---------------------- |
| -  | Grecia (bandiera) | G     | Dīmītrīs Krontiras     |
| -  | Grecia (bandiera) | G     | Leonidas Pandelis      |
| -  | Grecia (bandiera) | G     | Spyros Tsigkourakos    |
| -  | Grecia (bandiera) | G     | Apostolos Gkaifilias   |
| -  | Grecia (bandiera) | G     | Ioannis Miquelon       |
| -  | Grecia (bandiera) | G     | Ioannis Kardasis       |
| -  | Grecia (bandiera) | G     | Panagiotis Petropoulos |
| -  | Grecia (bandiera) | G     | Manolis Patramanis     |

| N. |                    | Ruolo | Calciatore               |
| -- | ------------------ | ----- | ------------------------ |
| -  | Grecia (bandiera)  | G     | Costas Labrianidis       |
| -  | Grecia (bandiera)  | G     | Dīmītrīs Theodorou       |
| -  | Grecia (bandiera)  | G     | Dyonissis Nikolakopoulos |
| -  | Grecia (bandiera)  | G     | Basilio Smyrliadis       |
| -  | Brasile (bandiera) | G     | Leonardo Soares          |
| -  | Grecia (bandiera)  | G     | Stavros Mavrakis         |
| -  | Grecia (bandiera)  | G     | Aleksandros Iatras       |